# クンショウモ
クンショウモ（Pediastrum）とは淡水に棲む緑藻の一種である。複数の細胞が平面的な定数群体を形成しており、その勲章のような形状からこの名が付けられた。水田や池、沼などに広く見られる。
群体は単細胞藻類としては大型で、直径は数十～数百μmに達する。また群体は運動性が小さく、普及型の光学顕微鏡でも十分に観察が可能である。そのため小学校・中学校の多くの教科書や資料集に登場するほか、教材として顕微鏡観察の対象に選ばれることもある。

## 群体

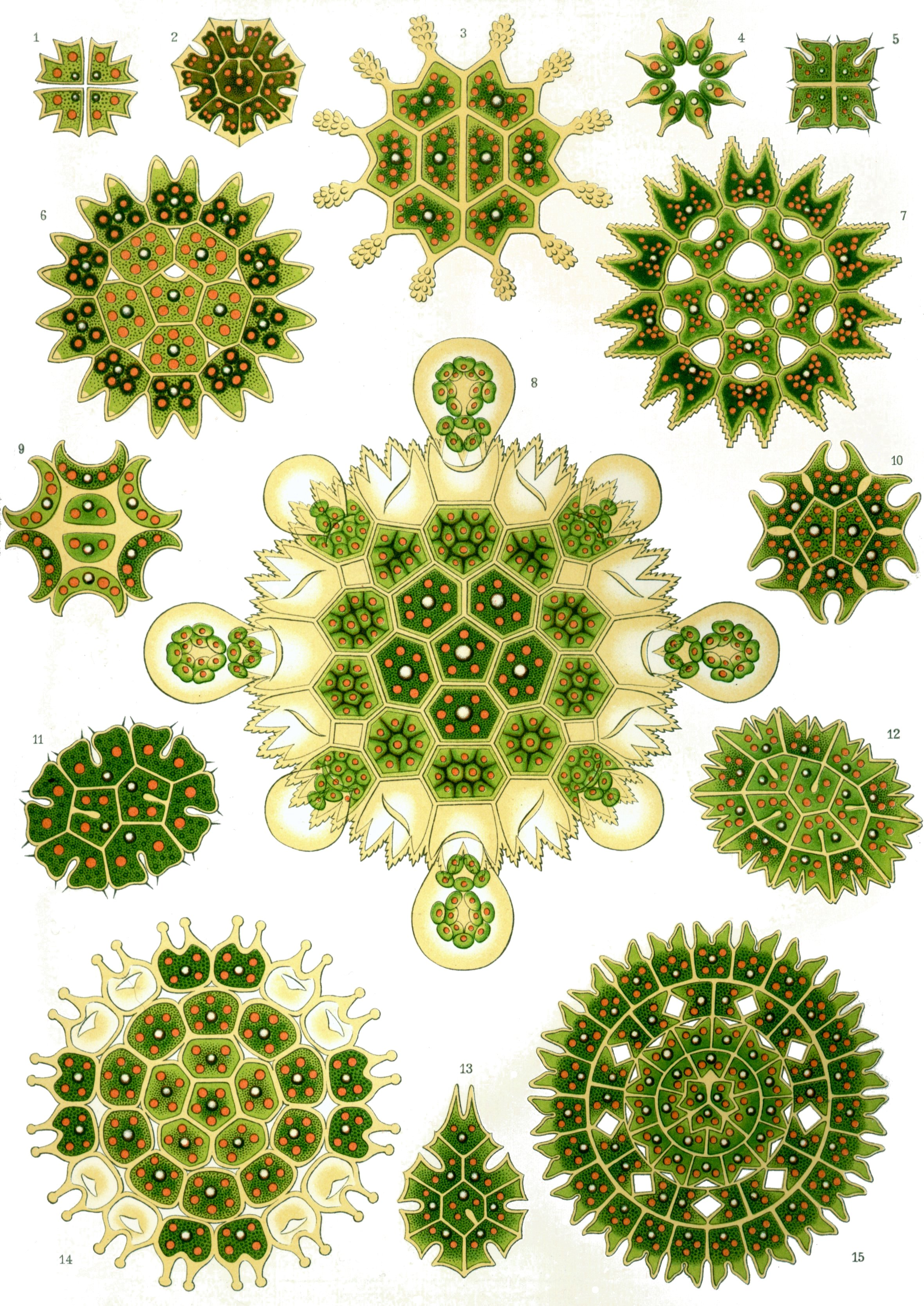
さまざまなクンショウモ。ヘッケルのKunstformen der Naturより。

複数の細胞が定数群体を形成する。細胞数は2n（n=2-7）であり、8-32細胞程度の群体が良く見られる。細胞数は同じでも複数の異なる形状の群体が知られており、例えば8細胞では6細胞が外周、2細胞を内側に含むものや8細胞全てが外周に配列したリング型の群体などがある。また、同じトポロジーでも細胞間が密に接した群体を作る種と間隙の空いた群体を作る種がある。いずれの場合も細胞は細胞壁で接着し、互いの位置は変化しない。群体の内側と外側とでは細胞の形状が異なっており、H型から扁平な多角形まで様々な形状の細胞がある。特に最外周に配列する細胞は突起を持つ場合が多く、その本数が分類形質の1つとなっている。ただしクンショウモは環境の影響による形態変化が大きいため、形態のみに基づいて種を分類する事は難しい。
平面的な定数群体を形成する緑藻としては他にボルボックス目のゴニウム（Gonium）があるがゴニウムでは個々の細胞が球形から楕円形であること、群体が運動性に富むことなどから容易に区別できる。また4細胞のクンショウモでは同じく緑藻のTetrastrumに似るものもあるが、これも細胞の外縁が丸みを帯びる点から区別できる。

## 細胞構造
群体を構成する細胞（栄養細胞）はセルロース性の二層性の細胞壁を持っており、ここには珪酸質が多く含まれている。細胞内には葉緑体を持つ。葉緑体は1個であるが細胞全体に広がっており、従って細胞全体が緑色に見える。光合成色素としてはクロロフィル a/bを含む。
栄養細胞は多核体であり、複数の細胞核を含んでいる。ただし光学顕微鏡で明瞭に観察される細胞中央の球体はピレノイドであり、細胞核ではない。このピレノイドの周縁にはα1-4型のグルカン（デンプン）が蓄積されており、デンプン鞘を形成している。ピレノイドは通常1個であるが、複数個を持つ細胞も見られる。
生殖時には、2本の鞭毛を持ったクラミドモナス様の遊走細胞が出現する（後述）。

## 生殖

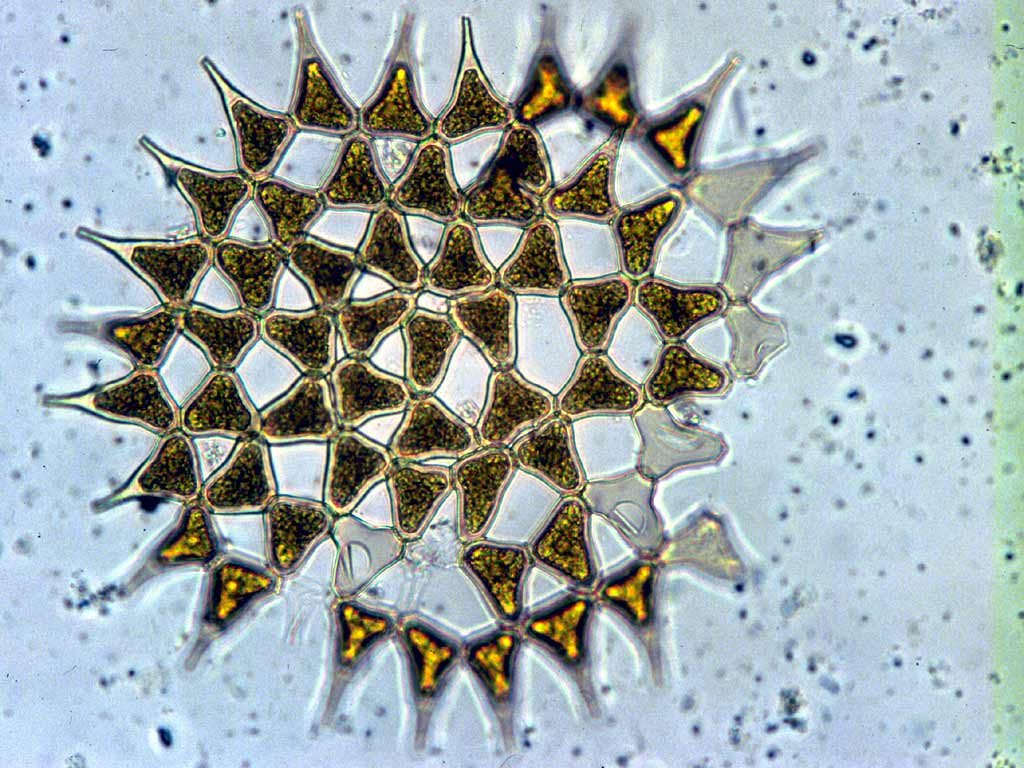
右側から下側にかけ、生殖が終わって細胞質が抜けた群体（P. simplex）。

無性生殖と有性生殖の両方が知られる。無性生殖時には栄養細胞の1つが細胞分裂を行い、最終的に娘群体を構成する細胞と同数の遊走細胞を形成する。この遊走細胞は2本鞭毛を持っており、栄養細胞（親細胞）の細胞壁内を遊泳する。親細胞の細胞壁（内層）は膨大して嚢状体となり、遊泳細胞はこれに包まれたまま集団で遊泳する。遊泳細胞群は親細胞の群体から離脱すると短時間で遊泳能を失い嚢状体に包まれたまま集合し、規則正しい娘群体を再編する。娘群体は再び生殖可能な大きさとなるまで、栄養細胞として生活する。この無性生殖のプロセスは群体全体で同期はしないため、成熟した群体では部分的に細胞質が抜けた部分が見られる事がある（右図）。
有性生殖時には無性生殖時よりも小型の遊走細胞が形成される。配偶子は同形配偶子接合を行うので、接合型による大小関係は存在しない。接合した遊走細胞は接合子となり肥大化する。ある程度大きくなった接合子は減数分裂を経て遊走細胞を生じ、これが再び接合子（無性接合子）を形成した後に再度遊走細胞となる。この遊走細胞は細胞分裂を繰り返して新たな群体を編成する。また遊走細胞がさらに4段階目の遊走細胞を形成し、そこからようやく栄養細胞の群体が形成される場合もある。

## 分類
Pediastrum属は20種ほどが記載され、さらに数百の亜種・変種が存在する。このうち日本で見られるものは4種とも10種とも言われているが、正確な数は定かではない。古くは上述したような細胞形態に基づく分類が行われていたが、2005年のBuchheimらの論文では分子系統解析によってPediastrum属自体の単系統性が否定されている。この論文ではアミミドロ科に新属を追加するに伴い、Pediastrum属をParapediastrum属とPseudopediastrum属に分割することが提案されている。
- P. angulosum
- P. bijuga
- P. biradiatum
- P. biwae （ビワクンショウモ）

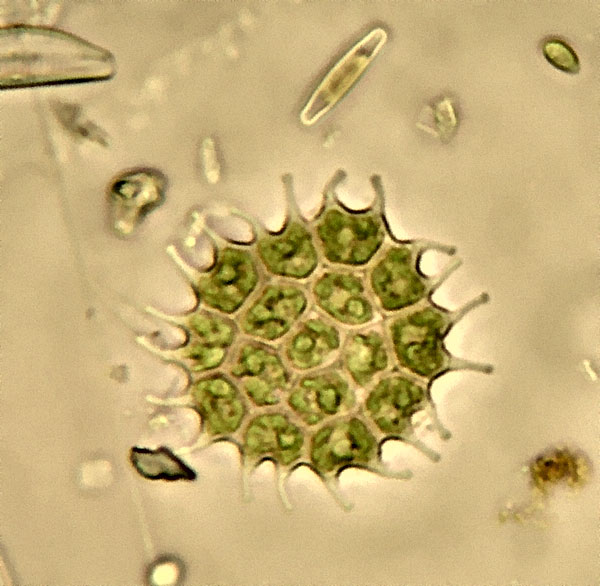
Pediastrum sp.

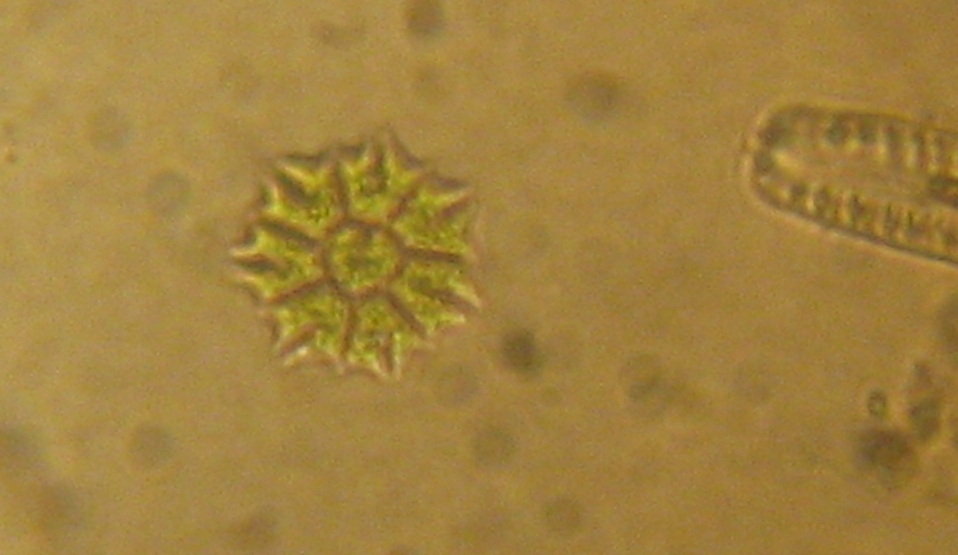
P. tetras

- P. boryanum （サメハダクンショウモ）
- P. braunii
- P. conchense
- P. contiguum
- P. duplex （フタヅノクンショウモ）
- P. ellipticum
- P. gracillimum
- P. integrum
- P. kawraiski
- P. obtusum
- P. orbitale
- P. simplex （ヒトヅノクンショウモ）
- P. tetras
- P. tricyclium